# Lamponidae

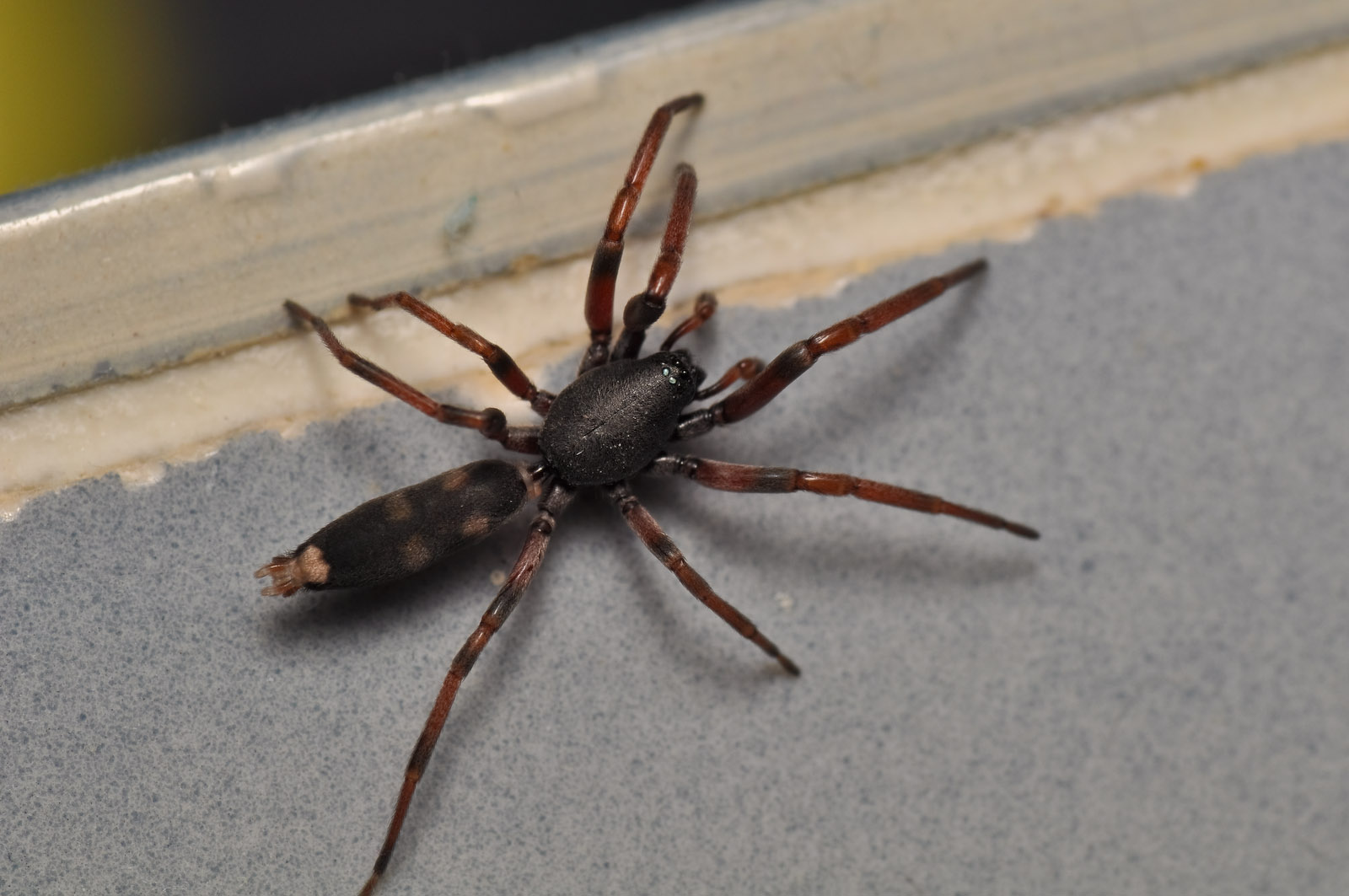
Membro não identificado da família Lamponidae (Castle Hill, Sydney).

Lamponidae é uma família de aranhas araneomorfas que inclui cerca de 200 espécies validamente descritas distribuídas por 23 géneros.

## Descrição
As espécies integradas nesta família são endémicas da Austrália e ilhas vizinhas, com o género Centrocalia endémico na Nova Caledónia e duas espécies do género Lampona (L. cylindrata e L. murina) a ocorrerem também na Nova Zelândia.
A espécie Lampona papua é endémica na Nova Guiné, onde também ocorrem pelo menos duas espécies australianas (Centrothele mutica e Lamponova wau).

## Taxonomia
A família Lamponidae inclui as seguintes subfamílias e géneros:
- Centrothelinae Platnick, 2000
  - Asadipus Simon, 1897 (Austrália)
  - Bigenditia Platnick, 2000 (Austrália)
  - Centrocalia Platnick, 2000 (Nova Caledónia)
  - Centroina Platnick, 2002 (Austrália)
  - Centrothele L. Koch, 1873 (Austrália)
  - Centsymplia Platnick, 2000 (Austrália)
  - Graycassis Platnick, 2000 (Austrália)
  - Longepi Platnick, 2000 (Austrália)
  - Notsodipus Platnick, 2000 (Austrália)
  - Prionosternum Dunn, 1951 (Austrália)
  - Queenvic Platnick, 2000 (Austrália)

- Lamponinae Simon, 1893
  - Lampona Thorell, 1869 (Austrália)
  - Lamponata Platnick, 2000 (Austrália)
  - Lamponega Platnick, 2000 (Austrália)
  - Lamponella Platnick, 2000 (Austrália)
  - Lamponicta Platnick, 2000 (Austrália)
  - Lamponina Strand, 1913 (Austrália)
  - Lamponoides Platnick, 2000 (Austrália)
  - Lamponova Platnick, 2000 (Austrália, Nova Zelândia)
  - Lamponusa Platnick, 2000 (Austrália)
  - Platylampona Platnick, 2004 (Austrália)

- Pseudolamponinae Platnick, 2000
  - Paralampona Platnick, 2000 (Austrália)
  - Pseudolampona Platnick, 2000 (Austrália)